# Каллирое (спутник)
Каллирое (от др.-греч. Καλλιρρόη) — один из естественных спутников Юпитера, известный также как Юпитер XVII.

## Открытие
Каллирое была открыта 6 октября 1999 года астрономами Тимоти Спаром, Джеймсом Скотти, Робертом Макмилланом, Джеффом Ларсеном, Джо Монтани, Арианной Глисон и Томом Герельсом в рамках программы Spacewatch. Первоначально небесное тело приняли за астероид (1999 UX18). 18 июля 2000 года Тимоти Спар установил, что речь идёт о новом спутнике Юпитера, который затем получил временное обозначение S/1999 J 1. Спутник получил название Каллирое в честь наяды Каллирои, матери Ганимеда из древнегреческой мифологии.

## Орбита
Каллирое совершает полный оборот вокруг Юпитера на расстоянии в среднем 24 102 000 км за неполные 759 дней. Принадлежит к группе Пасифе. Орбита ретроградная; имеет наклон 147,1° и эксцентриситет 0,283.

## Физические характеристики
Средний диаметр Каллирое — около 7 км. Плотность очень грубо оценивается в 2,6 г/см³, так как спутник состоит предположительно из преимущественно силикатных пород. Поверхность очень тёмная: её альбедо — 0,04. Звёздная величина равна 20,8m.